# جحالل (السياني)

تعديل مصدري - تعديل

جحالل محلة تابعة لقرية ذي حريمات، التابعة لعزلة النقيلين بمديرية السياني إحدى مديريات محافظة إب في الجمهورية اليمنية.، بلغ تعداد سكانها 69 حسب تعداد اليمن لعام 2004.